# Patrick Zoll
Patrick Zoll SJ (* 1977 in Gummersbach) ist ein deutscher Philosoph und Jesuit.

## Leben
1998 trat er in den Jesuitenorden ein. Er erwarb das Bakkalaureat 2002 in Philosophie (Hochschule für Philosophie München) (HfPH), 2007 den Bachelor in Theologie (Universidad Pontificia Comillas Madrid), 2010 den Magister Artium in Philosophie (Hochschule für Philosophie München) und 2015 die Promotion in Philosophie (Rheinische-Friedrich-Wilhelms Universität Bonn). Er war 2019 bis 2020 Postdoctoral Fellow an der Saint Louis University. Nach der Habilitation 2022 in Christlicher Philosophie (Leopold-Franzens-Universität Innsbruck) ist er seit 2022 Professor für Metaphysik an der HfPH.
Seine Forschungsschwerpunkte sind politische Philosophie (Liberalismus; Perfektionismus; Pragmatismus; Theorien öffentlicher Rechtfertigung) und Metaphysik (Theorien der Existenz; Thomas von Aquin).

## Schriften (Auswahl)
- Ethik ohne Letztbegründung? Zu den nicht-fundamentalistischen Ansätzen von Alasdair MacIntyre und Jeffrey Stout. Würzburg 2010, ISBN 978-3-8260-4353-6.
- Perfektionistischer Liberalismus. Warum Neutralität ein falsches Ideal in der Politikbegründung ist. München 2016, ISBN 3-495-48834-0.
- What it is to exist. The contribution of Thomas Aquinas’s view to the contemporary debate. Berlin 2022, ISBN 978-3-11-099130-7.